# Jozef Déry
Jozef Déry, též József Déry (1865 – 13. října 1937 Pestszentlőrinc, Maďarsko) byl maďarský tabulární soudce a talentovaný malíř – samouk. Byl průkopníkem horolezectví ve Vysokých Tatrách.

## Životopis
Už v mládí začal navštěvovat Vysoké Tatry. Jeho tchán Edmund Téry byl známým průkopníkem tatranského horolezectví. Společně prosazovali výstavbu Téryho chaty v Malé Studené dolině .
Roku 1896 společně uskutečnily prvovýstup na Spišský štít, Zadnú Mačaciu vežu a Širokou věž. V roce 1899 přešel Déry jako první přes Žlutou lávku, v roce 1901 první zdolal Malý Pyšný štít, Loktibradu, Žlutou stěnu, Kopu nad Ohniskem, Pfinovu kopu, Sedlo za Oštěpmi a jižní hřeben Lomnického štítu.
Spišský štít pojmenovali na jeho počest Deryho štítem (německy Déryspitze maďarsky Dérycsúcs)
Ještě ve věku 70 let chodíval do hor. Zabýval se fotografováním a v časopise Turisták Lapja, který redigoval po smrti Edmunda Téryho, uveřejňoval mnohé své perokresby s tatranskými motivy.
Byl čestným předsedou Maďarského turistického spolku (Magyar Turista Egylet) a čestným předsedou Polského tovarišstva tatranského (Polskie Towarzystwo Tatrzańskie).